# محمد المغنم
محمد المغنم، لاعب كرة قدم سعودي سابق، وقد كان يلقب بالصاروخ.

## كأس الخليج

### كأس الخليج 1972
و قد سجل هدف في مرمى منتخب الكويت لكرة القدم، وقد سجل هدف في مرمى منتخب الإمارات لكرة القدم.

### كأس الخليج 1974
سجل هدف في مرمى منتخب قطر لكرة القدم، وهدف في مرمى منتخب البحرين لكرة القدم، وهدف في مرمى منتخب الإمارات لكرة القدم، وهدف في مرمى منتخب قطر لكرة القدم.

### كأس الخليج 1976
سجل هدف في مرمى منتخب الإمارات لكرة القدم، وهدف في مرمى منتخب عمان لكرة القدم.